# Мазур Сергій Сергійович
Сергій Сергійович Мазур (* 13 вересня 1984, Балта, Одеська область) — міський голова міста Балта (2010—2015; 2020 — по т.ч.).

## Біографія
Народився 13 вересня 1984 року в місті Балта Одеської області.
В 2006 році закінчив Одеську національну академію зв'язку. 
В 2013 році закінчив Одеський регіональний інститут.
В 2010 році був обраний мером міста Балта. Ставши на той час наймолодшим мером міста в Україні.
В 2015 році став головою Балтської об'єднаної територіальної громади.
В 2020 році повторно обраний міським головою Балти.

## Нагороди
- Орден «За заслуги» III ступеня (6 грудня 2024) — за вагомий особистий внесок у державне будівництво, розвиток місцевого самоврядування, самовіддане виконання службового обов'язку в умовах воєнного стану, вірність Українському народові[3].